# Bad Sassendorf
Bad Sassendorf – miejscowość i gmina uzdrowiskowa w zachodnich Niemczech, w kraju związkowym Nadrenia Północna-Westfalia, w rejencji Arnsberg, w powiecie Soest.

## Współpraca
Miejscowość partnerska:
- Gaming, Dolna Austria